# Vyšný Kubín
Vyšný Kubín és un poble i municipi d'Eslovàquia que es troba a la regió de Žilina, al centre-nord del país.

## Demografia
| Godina             | 1994 | 2004    | 2014    | 2024    |
| ------------------ | ---- | ------- | ------- | ------- |
| Nombre de persones | 503  | 561     | 722     | 853     |
| Diferència         |      | +11,53% | +28,69% | +18,14% |

| Godina             | 2023 | 2024   |
| ------------------ | ---- | ------ |
| Nombre de persones | 817  | 853    |
| Diferència         |      | +4,40% |

## Persones il·lustres nascudes a Vyšný Kubín
- Margita Figuli (1909-1995), escriptora i traductora
- Pavol Országh Hviezdoslav (1849-1921), poeta, novel·lista, dramaturg i traductor